# 3月12日
3月12日（さんがつじゅうににち）は、グレゴリオ暦で年始から71日目（閏年では72日目）にあたり、年末まであと294日ある。

## できごと

マハトマ・ガンディー、塩の行進を開始（1930年）。

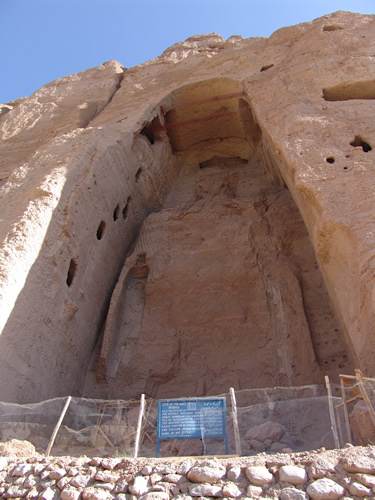
バーミヤンの石仏、ターリバーンにより破壊される（2001年）。

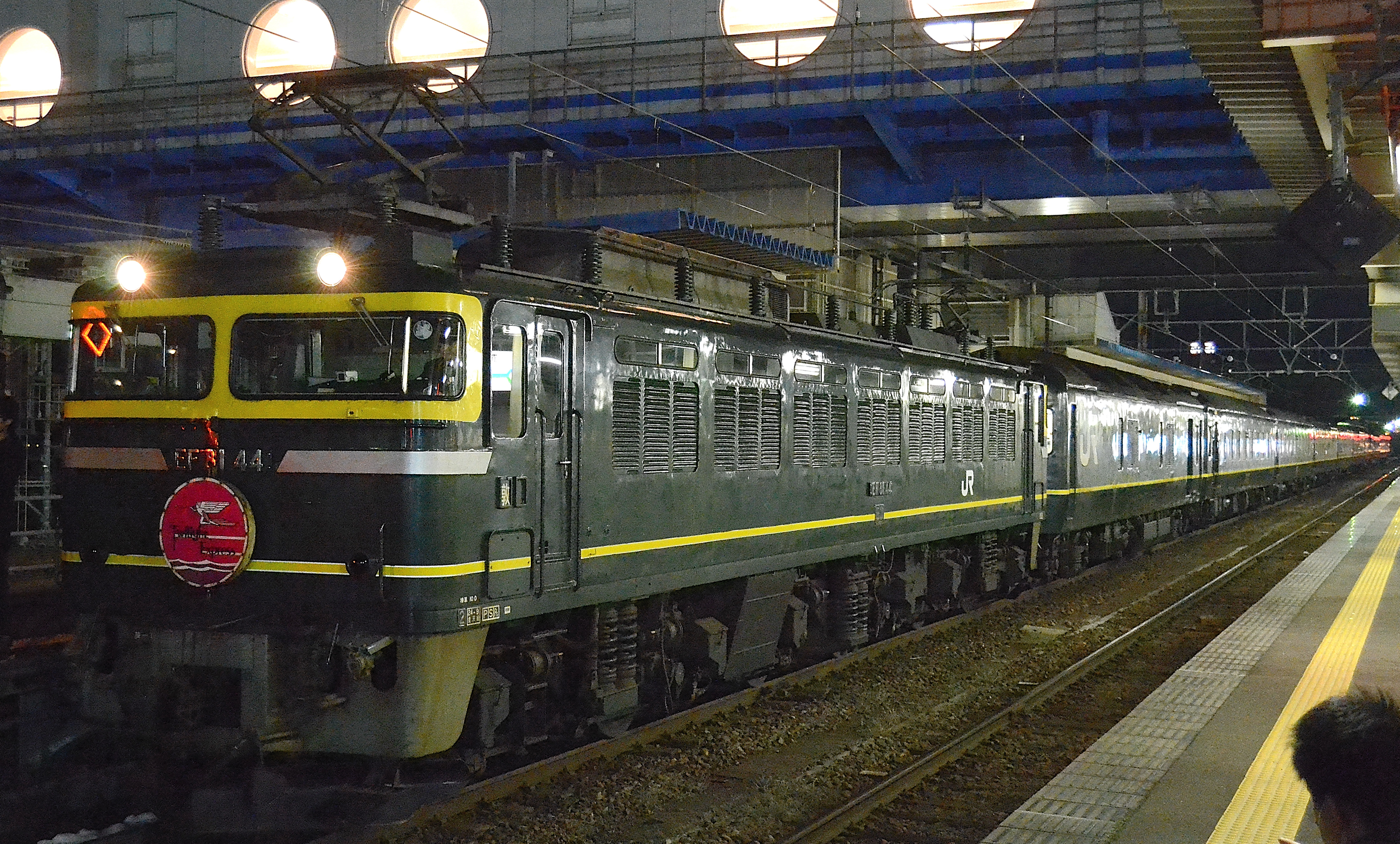
寝台特急「トワイライトエクスプレス」廃止(2015)。

- 538年 - 東ゴート王ウィティギスがローマの包囲を解きラヴェンナに退却。
- 1622年 - イエズス会を創始したイグナチオ・デ・ロヨラとフランシスコ・ザビエルが列聖される。
- 1689年 - ウィリアマイト戦争が始まる。
- 1832年 - バレエ作品『ラ・シルフィード』が初演。
- 1876年 - 官公庁で日曜日を休日・土曜日を半休（半ドン）とする太政官布告。
- 1894年 - ミシシッピ州ヴィックスバーグで瓶詰コカ・コーラが初めて販売される。
- 1896年 - 人夫が客車を押す豆相人車鉄道が、小田原〜吉浜〜熱海間に（24.8km、所要4時間）で開通。
- 1910年 - 暴風雪により千葉県銚子沖で漁船83隻が遭難。1055人死亡。
- 1912年 - アメリカでジュリエット・ローがガールスカウトを創立。
- 1912年 - 外国人観光客向けの旅行案内所としてジャパン・ツーリスト・ビューロー（現・日本交通公社・ジェイティービー）が創立。
- 1917年 - 第一次世界大戦: 第十次イゾンツォの戦い。
- 1918年 - ロシアがモスクワに遷都、サンクトペテルブルクへの遷都から215年ぶりにモスクワがロシアの首都となる。
- 1929年 - 現存する日本最古の索道吉野山ロープウェイが奈良県吉野町で開業。
- 1930年 - マハトマ・ガンディーが塩の行進を開始。
- 1933年 - フランクリン・ルーズベルト米大統領が初の炉辺談話を行う。
- 1934年 - 友鶴事件が起こる。
- 1936年 - 中谷宇吉郎が雪の結晶の作製に成功。
- 1936年 - ソ蒙相互援助議定書締結。
- 1938年 - 第二次世界大戦: ドイツ軍がオーストリアに進駐。翌日、ドイツへの併合（アンシュルス）を宣言。
- 1940年 - 冬戦争停戦：モスクワ講和条約が締結される。
- 1945年 - 第二次世界大戦: フランス領インドシナの植民地政府を破った日本軍が、シハヌーク国王にカンボジアの独立を宣言させる。
- 1945年 - 第二次世界大戦・日本本土空襲: 名古屋市街地に標的とする最大の空襲。
- 1947年 - アメリカ合衆国大統領ハリー・S・トルーマンが共産主義封じ込め政策（トルーマン・ドクトリン）を発表。実質的な冷戦の始まり。
- 1948年 - 死刑合憲判決: 日本の最高裁判所大法廷が、死刑制度は「残虐な刑罰」を禁止した日本国憲法第36条に抵触せず、合憲であるという判決を言い渡す[1]。
- 1968年 - モーリシャスがイギリスから独立[2]。
- 1972年 - 東武東上線成増駅前にモスバーガーの第1号実験店舗が開店。
- 1974年 - 小野田寛郎がフィリピン・ルバング島から30年ぶりに日本に帰還。
- 1984年 - 高松地裁で財田川事件に対して再審無罪の判決。
- 1993年 - 北朝鮮が核拡散防止条約を脱退[3]。
- 1994年 - イングランド国教会で初の女性司祭が叙任。
- 1996年 - ホテル日航東京（現ヒルトン東京お台場）が東京都港区お台場に開業。
- 1999年 - ワルシャワ条約機構の一員であったチェコ、ハンガリー、ポーランドが北大西洋条約機構 (NATO) に加盟。
- 2001年 - アフガニスタン・バーミヤーンの巨大石仏が、ターリバーンにより破壊されたことをユネスコが確認。
- 2003年 - ゾラン・ジンジッチ暗殺事件（英語版）: セルビア首相ゾラン・ジンジッチが、スロボダン・ミロシェヴィッチ前ユーゴスラビア大統領配下の秘密警察関係者により暗殺される。
- 2004年 - 韓国国会が盧武鉉大統領の弾劾を決議。
- 2007年 - 京都府木津川市が市制施行。
- 2009年 - ラトビア議会がヴァルディス・ドムブロフスキス元財務相の首相就任を承認。
- 2010年 - 寝台特急「北陸」がこの日発の運行限りで廃止。また、夜行列車「能登」は臨時列車化となる。首都圏-北陸間の在来線優等列車が消滅。
- 2011年 - 九州新幹線博多駅 - 新八代駅間が開業し、 鹿児島ルートが全通[4]。前日の3月11日に起きた東日本大震災の影響で開業イベントが中止された。
- 2011年 - 長野県北部地震発生。この地震により長野県栄村や新潟県津南町・十日町市などが大きな被害を受けた[5][6]。
- 2011年 - 東日本大震災・福島第一原子力発電所事故: 福島県にある東京電力福島第一原子力発電所の1号機が水素爆発[7]。
- 2015年 - 寝台特急「トワイライトエクスプレス」がこの日の運行をもって廃止。大阪と東北・北海道間の寝台特急が消滅。
- 2018年 - USバングラ航空211便着陸失敗事故が発生。
- 2023年 - 10日に経営破綻したシリコンバレーバンクに続き[8]シグネチャー・バンクが経営破綻。
- 2023年 - サウジアラビア第二の航空会社、リヤド・エアが設立される。

## 誕生日

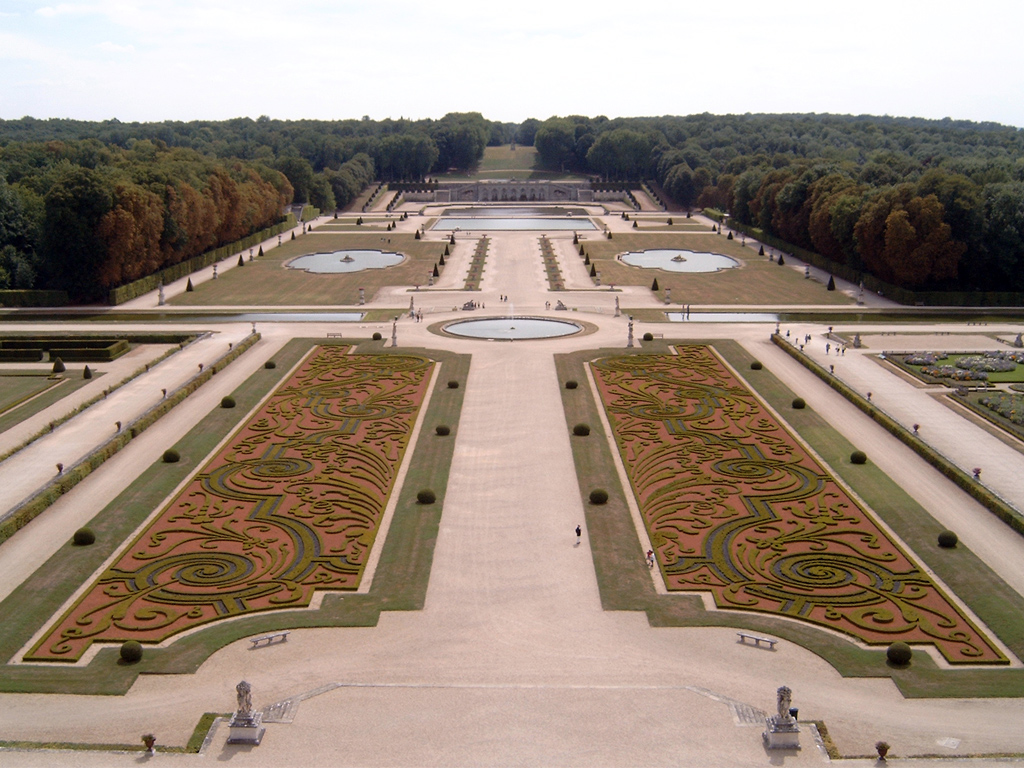
フランス式庭園の完成者アンドレ・ル・ノートル(1613-1700)誕生。画像はヴォー＝ル＝ヴィコント城の庭園。

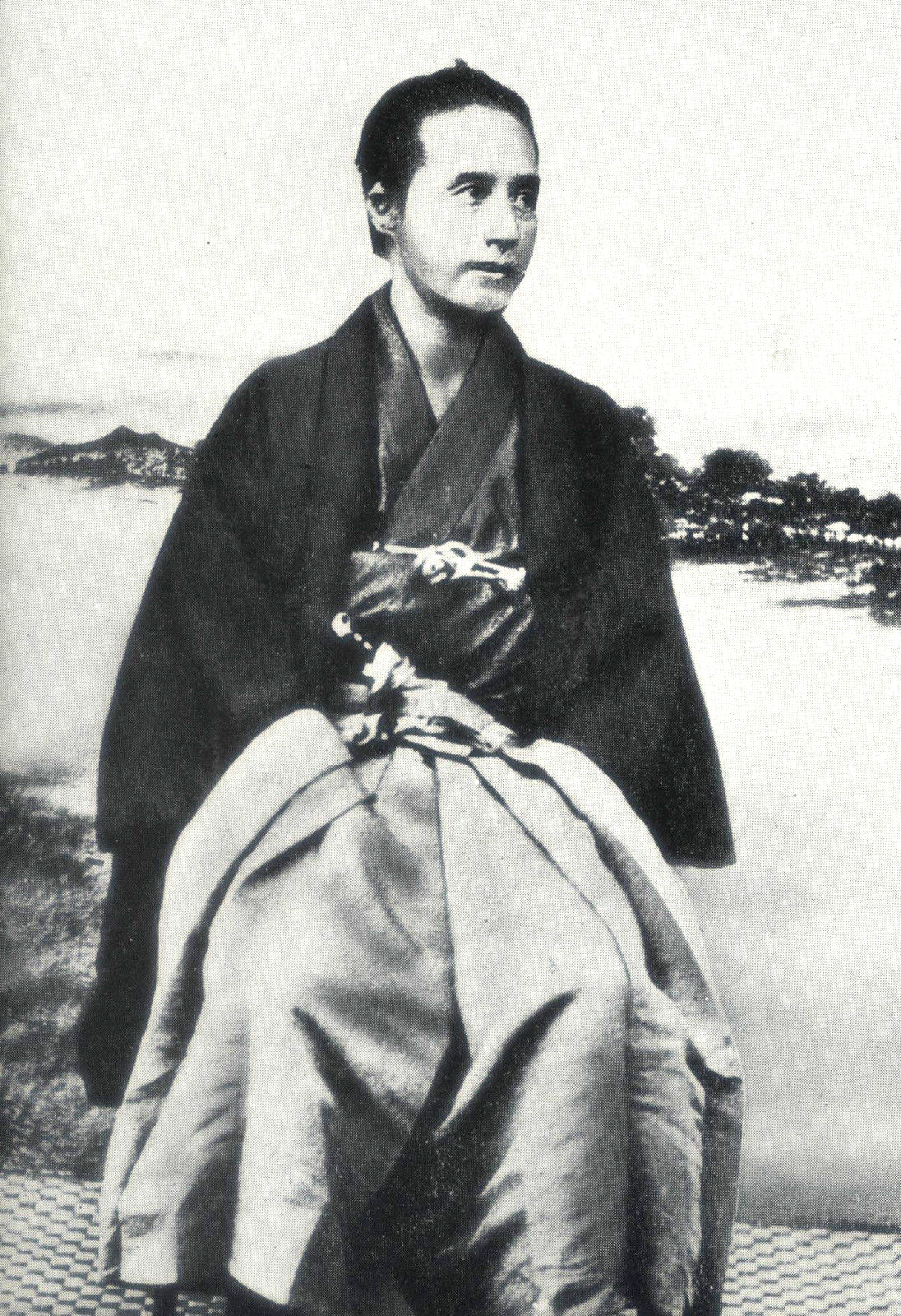
日本海軍の産みの親、勝海舟(1823-1899)誕生。

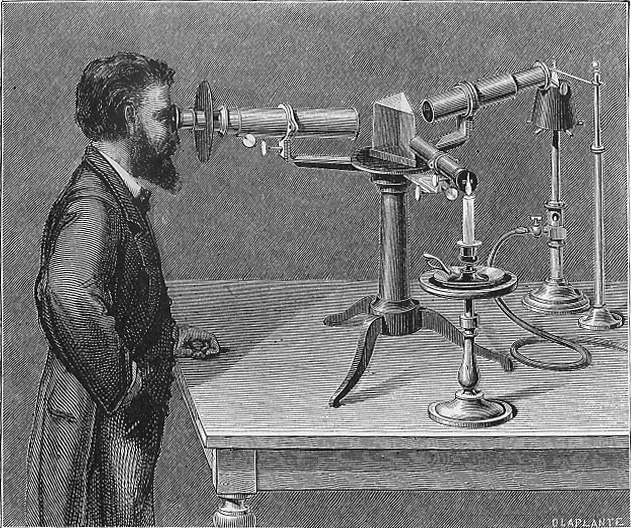
物理学者グスタフ・キルヒホフ(1824-1887)誕生。キルヒホッフの法則を提唱。

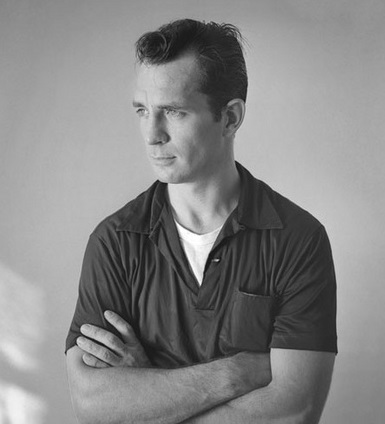
ビートニクを代表する作家ジャック・ケルアック(1922-1969)。代表作『On the Road』(1951)、『Lonesome Traveller』（1960）。

### 人物
- 1386年（至徳3年/元中3年2月12日） - 足利義持、室町幕府4代将軍（+ 1428年）
- 1613年 - アンドレ・ル・ノートル、造園家（+ 1700年）
- 1626年 - ジョン・オーブリー、作家、古代史研究家（+ 1697年）
- 1685年 - ジョージ・バークリ、哲学者、聖職者（+ 1753年）
- 1710年 - トマス・アーン、作曲家（+ 1778年）
- 1728年 - アントン・ラファエル・メングス、画家（+ 1779年）
- 1770年 - フランソワ・ジェラール (Francois Gérard)、画家（+ 1837年）
- 1790年 - ジョン・フレデリック・ダニエル、化学者（+ 1845年）
- 1812年 - ジョゼフ・プレストウィッチ、地質学者、実業家（+ 1896年）
- 1818年（文政元年2月6日） - 松浦武四郎、探険家（+ 1888年）
- 1823年（文政6年1月30日） - 勝海舟、江戸幕府海軍奉行（+ 1899年）
- 1824年 - グスタフ・キルヒホフ、物理学者（+ 1887年）
- 1832年 - シャルル・フリーデル、化学者（+ 1899年）
- 1835年 - サイモン・ニューカム、天文学者（+ 1909年）
- 1836年 - ビートン夫人、家政書著作家（+ 1865年）
- 1838年 - ウィリアム・パーキン、化学者（+ 1907年）
- 1843年 - ガブリエル・タルド、社会学者（+ 1904年）
- 1863年 - ガブリエレ・ダヌンツィオ、詩人、小説家、劇作家（+ 1938年）
- 1863年 - ウラジミール・ベルナドスキー、鉱物学者、地球化学者（+ 1945年）
- 1864年（文久4年2月5日） - 池辺三山、ジャーナリスト（+ 1912年）
- 1875年 - 三木天遊、詩人（+ 1923年）
- 1881年 - ムスタファ・ケマル・アタテュルク、政治家、軍人、トルコ共和国初代大統領（+ 1938年）
- 1883年 - 朝倉希一、鉄道技術者（+ 1978年）
- 1885年 - 山鹿清華、染織家（+ 1981年）
- 1888年 - ハンス・クナッパーツブッシュ、指揮者（+ 1965年）
- 1889年 - イドリース1世、初代リビア国王（+ 1983年）
- 1890年 - ヴァーツラフ・ニジンスキー、バレエダンサー（+ 1950年）
- 1890年 - ウィリアム・ダドリー・ペリー、政治家、作家、ジャーナリスト（+ 1965年）
- 1892年 - 生田春月、詩人（+ 1930年）
- 1893年 - 岩田藤七、ガラス工芸家（+ 1980年）
- 1894年 - 葉山嘉樹、小説家（+ 1945年）
- 1894年 - 植村甲午郎、実業家、財界人（+ 1978年）
- 1897年 - 小菅健吉、教育者（+ 1977年）
- 1898年 - 田漢、小説家、劇作家、詩人、映画脚本家、社会活動家（+ 1968年）
- 1899年 - 野津謙、元サッカー選手、指導者（+ 1983年）
- 1900年 - グスタボ・ロハス・ピニージャ、軍人、政治家（+ 1975年）
- 1904年 - 関屋敏子、声楽家（+ 1941年）
- 1905年 - 志村喬、俳優（+ 1982年）
- 1910年 - 大平正芳、政治家、第68・69代内閣総理大臣（+ 1980年）
- 1913年 - セルゲイ・ミハルコフ、作家（+ 2009年）
- 1917年 - 岡田宗芳、プロ野球選手（+ 1942年）
- 1917年 - 内堀保、元プロ野球選手（+ 1997年）
- 1915年 - アルベルト・ブッリ、画家、彫刻家（+ 1995年）
- 1921年 - ジョヴァンニ・アニェッリ（ジャンニ・アニェッリ）、実業家（+ 2003年）
- 1922年 - ジャック・ケルアック、作家（+ 1969年）
- 1924年 - 平松守彦、政治家、元大分県知事（+ 2016年）
- 1925年 - 江崎玲於奈、物理学者、ノーベル賞受賞者
- 1925年 - ハリイ・ハリスン、SF作家（+ 2012年）
- 1925年 - ジョルジュ・ドルリュー、作曲家（+ 1992年）
- 1925年 - ルイゾン・ボベ、自転車競技選手（+ 1983年）
- 1926年 - ジョージ・クリストファー・ウィリアムズ、生物学者（+ 2010年）
- 1926年 - 由起艶子、女優、声優
- 1927年 - ラウル・アルフォンシン、政治家、49代アルゼンチン大統領（+ 2009年）
- 1928年 - 花登筐、劇作家、放送作家、演出家（+ 1983年）
- 1930年 - バーノン・ロー、元プロ野球選手
- 1936年 - 稲垣博愛、元プロ野球選手
- 1936年 - 大沼清、元プロ野球選手
- 1938年 - 青芝フック、漫才師、タレント（元青芝フック・キック）
- 1939年 - 鈴木隆雄、元警察庁官僚、鈴木法科学鑑定研究所代表取締役
- 1939年 - 古沢煕一郎、実業家、初代中央三井信託銀行社長、元三井トラスト・ホールディングス会長兼社長
- 1940年 - アル・ジャロウ、歌手（+ 2017年）
- 1942年 - 吉森みき男、漫画家
- 1942年 - 黒木憲、歌手（+ 2006年）
- 1943年 - 林家こん平、落語家（+ 2020年）
- 1943年 - 松田卓也、天文学者
- 1944年 - 関根知雄、元プロ野球選手
- 1944年 - バウミール、元サッカー選手、指導者
- 1944年 - 中川武隆、元裁判官、元大学教授、弁護士
- 1945年 - 若林ケン、シャンソン歌手
- 1946年 - ライザ・ミネリ、女優、歌手
- 1946年 - 小坂憲次、政治家、第7代文部科学大臣（+ 2016年）
- 1947年 - 塚原俊平、政治家（+ 1997年）
- 1947年 - ミット・ロムニー、実業家、政治家
- 1948年 - ジェームス・テイラー、シンガーソングライター
- 1949年 - 江尻良文、夕刊フジ編集委員
- 1949年 - 秋田建三、元アナウンサー
- 1949年 - ロブ・コーエン、映画監督、映画プロデューサー
- 1949年 - ナタリア・クチンスカヤ、体操選手
- 1950年 - 吉永みち子、エッセイスト
- 1950年 - ハビエル・クレメンテ、元サッカー選手、指導者
- 1952年 - 奥寺康彦、元サッカー選手
- 1953年 - マーダブ・クマール・ネパール、政治家、3代ネパール首相
- 1953年 - 沢田ユキオ、漫画家
- 1954年 - 飯合肇、ゴルファー
- 1954年 - ラリー・ロスチャイルド、元プロ野球選手
- 1955年 - 池波志乃、女優
- 1955年 - ルパート・ジョーンズ、元プロ野球選手
- 1956年 - バトルロイヤル風間、漫画家
- 1956年 - デール・マーフィー、元プロ野球選手
- 1956年 - スティーヴ・ハリス、ミュージシャン（アイアン・メイデン）
- 1959年 - 森秀行、調教師
- 1959年 - やくみつる、漫画家
- 1960年 - 銀色夏生、詩人
- 1960年 - 野宮真貴、ミュージシャン、歌手
- 1960年 - 二井原実、ミュージシャン
- 1961年 - 村井一男、元プロ野球選手
- 1961年 - 太田敏之、元プロ野球選手
- 1962年 - ダイアモンド☆ユカイ、ミュージシャン、俳優
- 1962年 - ダリル・ストロベリー、元プロ野球選手
- 1962年 - アンドレアス・ケプケ、元サッカー選手、指導者
- 1963年 - 上條淳士、漫画家
- 1963年 - 井上義行、政治家
- 1963年 - 三条豊[9]、演歌歌手
- 1963年 - 松田朋恵、フリーアナウンサー
- 1963年 - 石原壮一郎、コラムニスト
- 1964年 - 陣内貴美子、タレント、元バドミントン選手
- 1964年 - 森永奈緒美、女優
- 1964年 - 忍田幸夫、プロ雀士
- 1965年 - 青山豊久、官僚
- 1965年 - 勝俣州和、タレント
- 1965年 - スティーブ・フィンリー、元プロ野球選手
- 1965年 - ショーン・ギルバート、元プロ野球選手
- 1965年 - きむらひでふみ、脚本家
- 1966年 - 神崎ゆう子、歌手
- 1968年 - アーロン・エッカート、俳優
- 1968年 - 佐藤賢一、小説家
- 1968年 - 川端一彰、元プロ野球選手
- 1969年 - グレアム・コクソン、ミュージシャン（ブラー）
- 1969年 - 岡村明美、声優
- 1969年 - 肥後かおり、プロゴルファー
- 1970年 - 鬼塚勝也、元プロボクサー
- 1971年 - ユースケ・サンタマリア、タレント、俳優
- 1971年 - トルステン・ムンドリー、騎手
- 1971年 - グレッグ・ハンセル、元プロ野球選手
- 1971年 - ラウル・モンデシー、元プロ野球選手
- 1972年 - 藤井宏和、お笑いタレント（飛石連休）
- 1972年 - 倉橋えりか、漫画家
- 1972年 - ジョージ・アリアス、元プロ野球選手
- 1973年 - 平井善之、お笑い芸人（アメリカザリガニ）
- 1974年 - 椎名へきる、声優、歌手
- 1974年 - 礒部公一、元プロ野球選手
- 1974年 - 豊桜俊昭、元大相撲力士
- 1974年 - 岩田康誠、騎手
- 1975年 - 細江純子、元騎手、ホース・コラボレーター
- 1975年 - ぼくもとさきこ、女優
- 1975年 - エドガラス・ヤンカウスカス、元サッカー選手
- 1976年 - ヴィッキー・チャオ、女優
- 1976年 - くっきー!、お笑いタレント（野性爆弾）
- 1977年 - 神田伸一郎、お笑いタレント（ハマカーン）
- 1977年 - 神楽つな、漫画家
- 1978年 - 種村有菜、漫画家
- 1979年 - 佐藤まい子、タレント
- 1979年 - 中村理恵、アナウンサー
- 1979年 - ピート・ドハーティ、ミュージシャン、詩人
- 1979年 - デーブ・ウィリアムス、プロ野球選手
- 1979年 - 李惠踐、元プロ野球選手
- 1980年 - 橋本光成、元俳優
- 1980年 - デレク・トレント、フィギュアスケート選手
- 1981年 - 小野真弓、タレント
- 1981年 - 我那覇美奈、歌手
- 1981年 - 斎藤千和、声優
- 1981年 - 徳永愛[10]、声優
- 1981年 - 中村英将、お笑い芸人、元ゆったり感
- 1981年 - 及川由美、漫画家
- 1981年 - KENTA、プロレスラー
- 1981年 - 井生崇光、元プロ野球選手
- 1982年 - 三輪明日美、女優
- 1982年 - えれな、ファッションモデル
- 1982年 - おばらよしお、ダンサー（エグスプロージョン）
- 1982年 - 高橋弥子、ラジオパーソナリティ、アナウンサー
- 1982年 - 三科真澄、ソフトボール選手
- 1982年 - 佐藤寿人、元サッカー選手
- 1982年 - 佐藤勇人、元サッカー選手
- 1982年 - 佐々木義人、元プロレスラー
- 1984年 - 杉野希妃、女優
- 1984年 - 橋本亘司、整体師、元フィジカルトレーナー
- 1984年 - ホセ・アレドンド、プロ野球選手
- 1985年 - 藤岡好明、元プロ野球選手
- 1985年 - アンダーソン・ゴメス、プロ野球選手
- 1986年 - 大塚千弘、女優
- 1986年 - ジョーイ・バトラー、プロ野球選手
- 1986年 - 竹内元太、プロ雀士
- 1986年 - 春原ロビンソン、漫画家
- 1987年 - 鈴木あきえ、タレント
- 1987年 - ØMI、歌手、俳優（三代目J Soul Brothers）
- 1988年 - 小坂優舞、アキバ系アイドル
- 1988年 - 大原桃子、元声優
- 1989年 - 山下りな、プロレスラー
- 1990年 - 阿井原すみれ、グラビアアイドル
- 1990年 - 小野寺祐太、騎手
- 1991年 - 井出卓也、タレント
- 1991年 - 有吉優樹、元プロ野球選手
- 1991年 - 住田貴彦、サッカー選手
- 1991年 - ハマ・オカモト、ベーシスト（OKAMOTO'S）
- 1991年 - 小谷実由、ファッションモデル
- 1991年 - フェリックス・クロース、サッカー選手
- 1991年 - 李載冠、サッカー選手
- 1992年 - 横山弘樹、元プロ野球選手
- 1992年 - 小林ひろみ、元タレント、元グラビアアイドル（元恵比寿マスカッツ）
- 1992年 - 甲斐犬人、演歌・歌謡曲歌手
- 1993年 - 江越大賀、元プロ野球選手
- 1993年 - 坂田将人、元プロ野球選手
- 1994年 - クリスティーナ・グリミー、シンガーソングライター（+ 2016年）
- 1994年 - 塩ノ谷早耶香、歌手
- 1995年 - 巫まろ、タレント、アイドル（ZOC、元アンジュルム）
- 1996年 - 小林佑暉、俳優
- 1996年 - 根岸拓哉、俳優
- 1996年 - 吉橋亜理砂、アイドル
- 1997年 - 鈴木徳真、サッカー選手
- 1998年 - 堀葵衣、静岡放送アナウンサー
- 1999年 - 小田さくら、アイドル（モーニング娘。）
- 1999年 - ヤンヤ・ガンブレット、スポーツクライマー
- 2000年 - 吉住晴斗、元プロ野球選手
- 2001年 - 高橋文哉、俳優、モデル
- 2001年 - 韻マン、ラッパー
- 2001年 ‐ 菅原明良、騎手
- 2001年 - 上野美優、カーリング選手
- 2003年 - ソン・ドヒョン、プロアイスホッケー選手
- 2004年 - ヒカル、アイドル（Kep1er）
- 2010年 - 村田結生、アイドル（つばきファクトリー）
- 生年不詳 - 飛鳥裕、女優、元宝塚歌劇団専科月組・雪組組長
- 生年不詳 - 山田真一、声優、ナレーター
- 生年不詳 - 上條淳士、漫画家
- 生年不詳 - 辻田りり子、漫画家
- 生年不詳 - 悠妃りゅう、漫画家

### 人物以外（動物など）
- 1940年 - クリフジ、競走馬、繁殖牝馬（+ 1964年）
- 1985年 - ダンツホース、競走馬（+ 没年不詳）
- 1996年 - アドマイヤベガ、競走馬（+ 2004年）
- 生年不詳 - くまモン[11]、熊本県PRマスコットキャラクター、ゆるキャラグランプリ2011王者

## 忌日

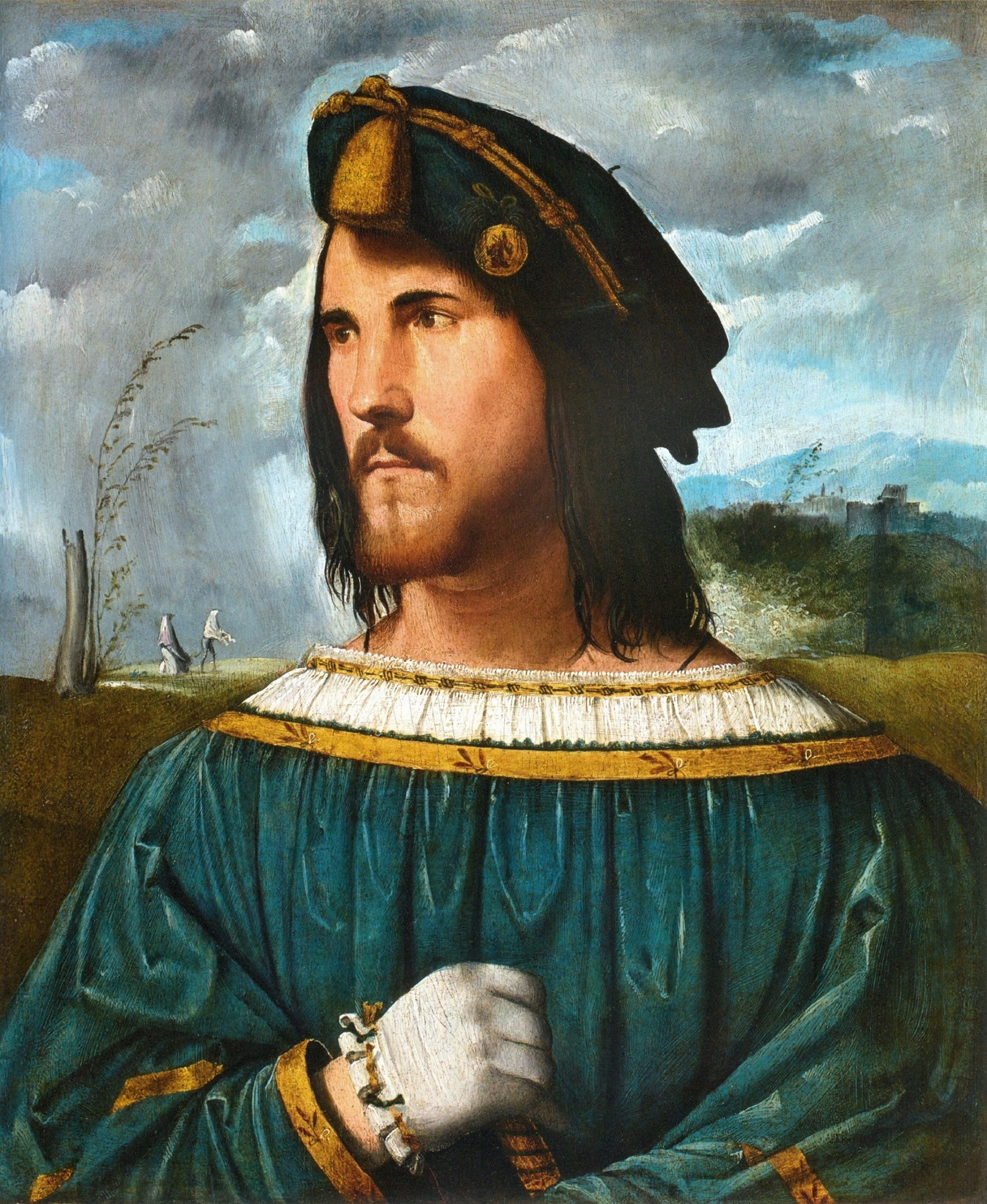
チェーザレ・ボルジア(1475-1507)没。教皇アレクサンデル6世の庶子で、マキャヴェッリの『君主論』のモデルとなった。

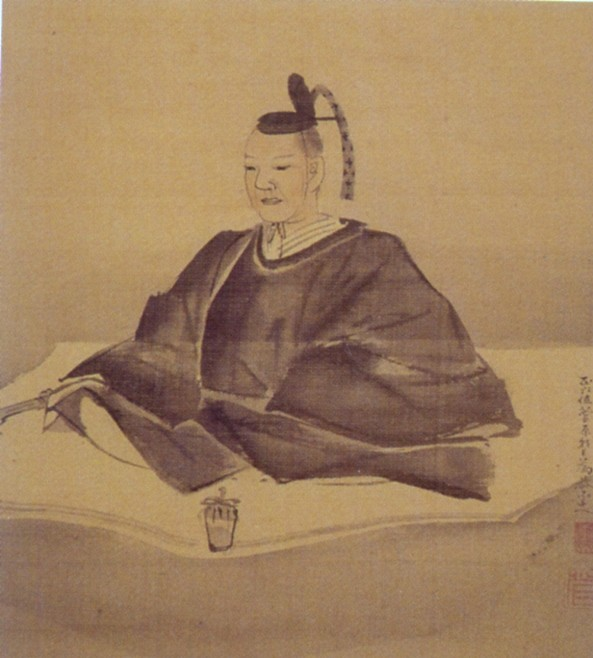
大名、茶人、作庭家小堀政一(遠州)(1579-1647)没。近江国小室藩初代藩主。茶道遠州流の祖となった。

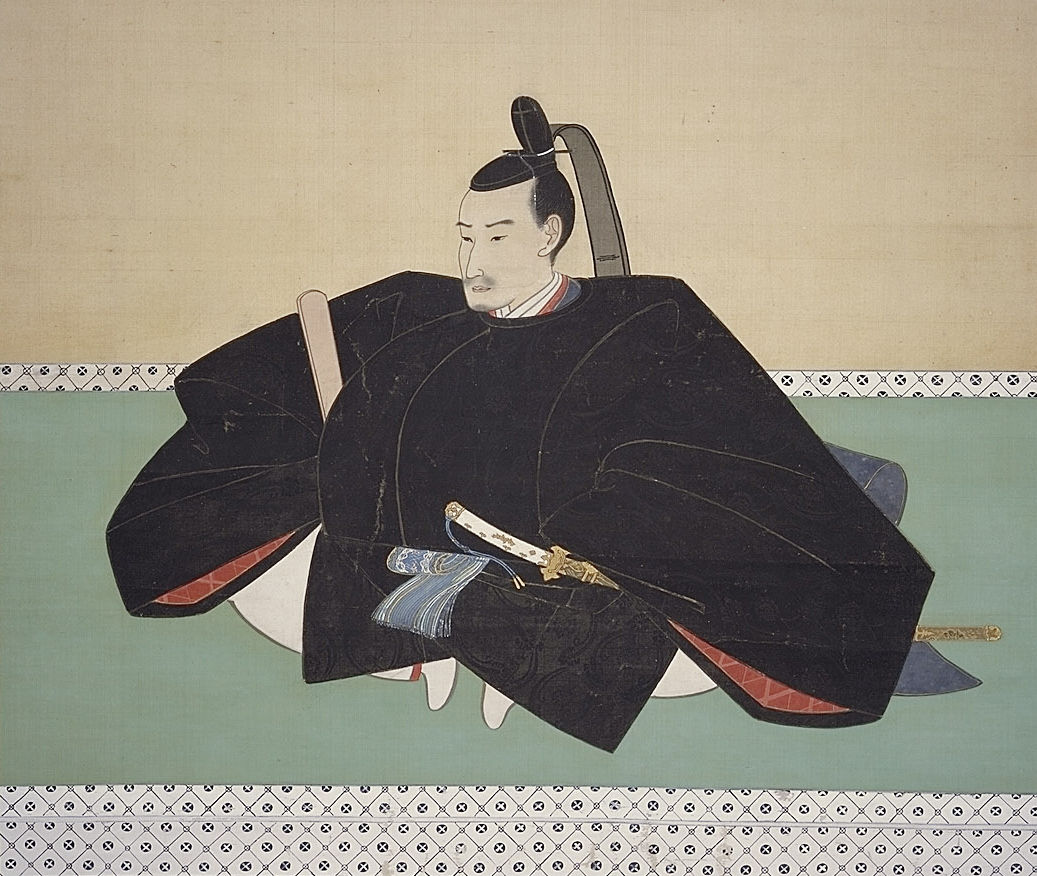
江戸幕府老中水野忠邦(1794-1851)没。天保の改革を主導した。

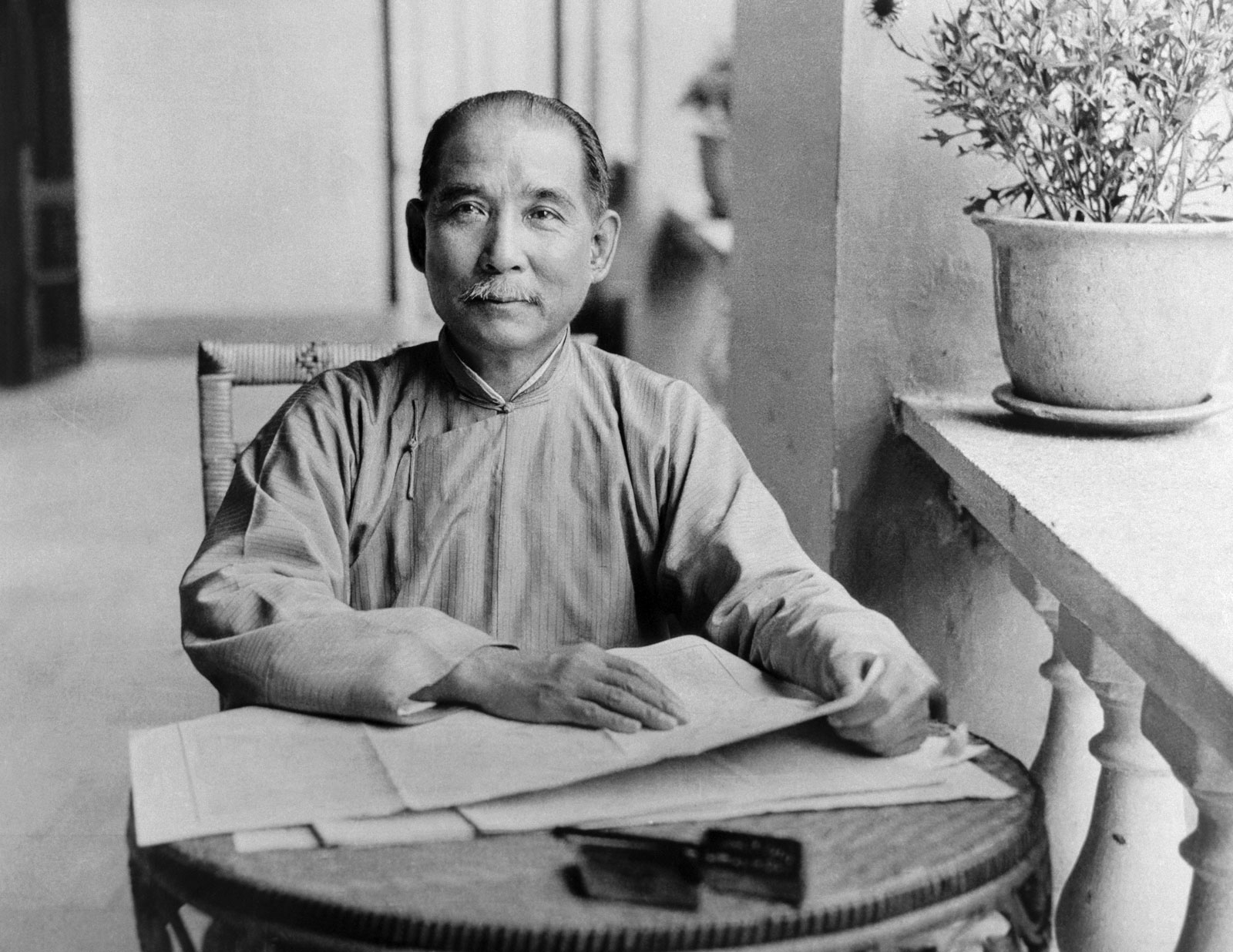
辛亥革命の指導者孫文(1866-1925)没。「革命未だ成らず」と遺言し、北京で客死。

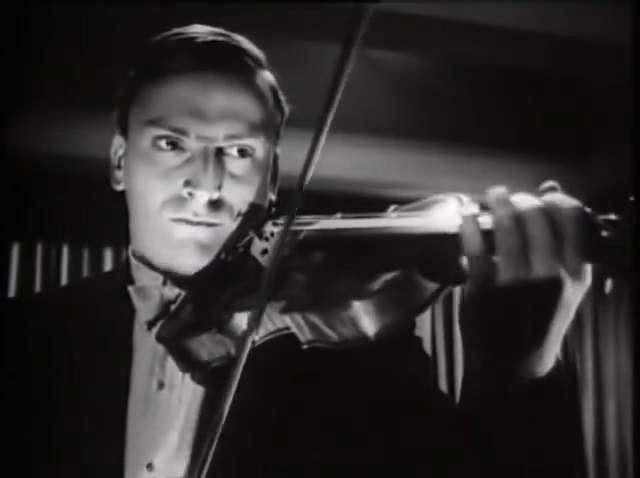
ヴァイオリニストユーディ・メニューイン(1916-1999)没。画像は、映画『ステージドア・キャンティーン』(1943)のスクリーンショット。

- 604年（ユリウス暦） - グレゴリウス1世、ローマ教皇（* 540年）
- 771年（宝亀2年2月22日）- 藤原永手、奈良時代の公卿、左大臣（* 714年）
- 1065年（康平8年2月3日） - 藤原頼宗、平安時代の公卿（* 992年）
- 1189年（文治5年2月24日） - 平時忠、平安時代の公卿（* 1130年）
- 1352年（正平7年2月26日） - 足利直義、武将（* 1306年）
- 1374年（文中3年/応安7年1月29日） - 後光厳天皇、北朝第4代天皇（* 1338年）
- 1447年 - シャー・ルフ、ティムール朝君主（* 1377年）
- 1507年 - チェーザレ・ボルジア、政治家（* 1475年）
- 1608年（慶長13年1月26日） - 高力清長、戦国武将（* 1530年）
- 1628年 - ジョン・ブル、作曲家（* 1562年頃）
- 1647年（正保4年2月6日） - 小堀政一（小堀遠州[12]）、武将、茶人（* 1579年）
- 1648年 - ティルソ・デ・モリーナ、劇作家（* 1579年）
- 1662年（寛文2年1月22日） - 松平定頼、第2代伊予松山藩主（* 1607年）
- 1699年（元禄12年2月11日） - 松平綱昌、第6代福井藩主（* 1661年）
- 1821年 - ウィリアム・ロバート・ブロートン、海軍士官、探検家（* 1762年）
- 1828年（文政11年1月27日） - 酒井忠進、江戸幕府老中、小浜藩主（* 1770年）
- 1832年 - フリードリヒ・クーラウ、作曲家（* 1786年）
- 1851年（嘉永4年2月10日） - 水野忠邦、浜松藩主、江戸幕府老中（* 1794年）
- 1869年 - エルンスト・ハーベルビアー、作曲家、ピアニスト（* 1813年）
- 1872年（同治11年2月4日） - 曽国藩、清の湘軍創設者（* 1811年）
- 1907年 - 松本良順、大日本帝国陸軍の初代軍医総監（* 1832年）
- 1909年 - ジョゼッペ・ペトロジーノ、マフィア捜査で功績を上げた警察官（* 1860年）
- 1921年 - 三角錫子、教育者、トキワ松学園創立者（* 1872年）
- 1925年 - 孫文、辛亥革命の指導者（* 1866年）
- 1927年 - 新海竹太郎、彫刻家（* 1868年）
- 1930年 - 梅野信吉、獣医師、免疫学者（* 1863年）
- 1930年 - アロイス・イラーセク、小説家（* 1851年）
- 1931年 - 沢田吾一[13]、数学者、歴史学者（* 1861年）
- 1936年 - 内田康哉、外交官、政治家（* 1865年）
- 1937年 - シャルル＝マリー・ヴィドール、作曲家（* 1844年）
- 1937年 - イェネー・フバイ、ヴァイオリニスト（* 1858年）
- 1942年 - ロバート・ボッシュ、発明家、ロバート・ボッシュ社創業者（* 1861年）
- 1942年 - ヘンリー・ブラッグ、物理学者（* 1862年）
- 1946年 - 関根金次郎、将棋棋士（* 1868年）
- 1946年 - 鈴木文治、労働運動家、友愛会創立者（* 1885年）
- 1946年 - サーラシ・フェレンツ、ハンガリーの指導者（* 1897年）
- 1948年 - アルフレッド・ラクロワ、鉱物学者、火山学者（* 1863年）
- 1950年 - ハインリヒ・マン、小説家（* 1871年）
- 1953年 - 伊東静雄、詩人（* 1906年）
- 1955年 - チャーリー・パーカー、ジャズサックス奏者（* 1920年）
- 1957年 - ジョン・ミドルトン・マリー、小説家（* 1889年）
- 1968年 - 小杉義男、俳優（* 1903年）
- 1969年 - 高井亮太郎、経営者、元東京電力（現:東京電力ホールディングス）・関東配電社長（* 1896年）
- 1973年 - フランキー・フリッシュ、元プロ野球選手（* 1898年）
- 1976年 - 天知俊一、プロ野球監督（* 1903年）
- 1978年 - ジョン・カザール、俳優（* 1935年）
- 1978年 - テレサ・ウェルド、フィギュアスケート選手（* 1893年）
- 1983年 - 上原正吉、政治家、大正製薬社長（* 1897年）
- 1985年 - ユージン・オーマンディ、指揮者（* 1899年）
- 1988年 - 安達健二、文部官僚（* 1918年）
- 1989年 - 武藤清、建築家（* 1903年）
- 1989年 - ヤコブ・ギンペル、ピアニスト（* 1906年）
- 1991年 - ラグナー・グラニト、医学者（* 1900年）
- 1992年 - 武井武、電気化学者、東京工業大学・慶應義塾大学名誉教授、元電気化学協会会長（* 1899年）
- 1993年 - 王震、中華人民共和国副主席（* 1908年）
- 1995年 - 法月惣次郎、望遠鏡製作者（* 1912年）
- 1995年 - 西村俊一、テレビプロデューサー（* 1928年）
- 1999年 - ユーディ・メニューイン、ヴァイオリニスト（* 1916年）
- 2000年 - 稲村稔夫、教育者、政治家、元新潟県三条市長（* 1928年）
- 2001年 - ロバート・ラドラム、小説家（* 1927年）
- 2003年 - ゾラン・ジンジッチ、政治家、セルビア首相（* 1952年）
- 2005年 - 江間章子、詩人、作詞者（* 1913年）
- 2005年 - 及位ヤヱ、パイロット（* 1916年）
- 2005年 - 桂文枝 (5代目)、落語家（* 1930年）
- 2006年 - ヨナタン・ヨハンソン、スノーボード選手（* 1980年）
- 2007年 - アントニオ・オルティス・メナ、メキシコ大蔵公債長官、米州開発銀行総裁（* 1907年）
- 2007年 - 柏祐賢、農学者、農業経済学者、京都大学名誉教授、元京都産業大学学長（* 1907年）
- 2007年 - ノーム・ラーカー、元プロ野球選手（* 1930年）
- 2007年 - 山下浩二、元プロ野球選手（* 1955年）
- 2008年 - アラン・ホディノット、作曲家（* 1929年）
- 2008年 - 山本哲也[14]、詩人（* 1936年）
- 2008年 - ラザール・ポンティセリ、第一次世界大戦時のフランス軍兵士最後の生存者（* 1897年）
- 2009年 - 中里太郎右衛門 (13代)、陶芸家（* 1923年）
- 2010年 - ミゲル・デリーベス、小説家（* 1920年）
- 2011年 - 加藤宏暉、政治家、元岩手県大槌町長（* 1942年）
- 2011年 - 土井喜美夫、政治家、元宮城県石巻市長（* 1943年）
- 2011年 - 佐野正文、ラグビー選手、元釜石ラグビー協会会長（* 1948年）
- 2011年 - 佐藤恵利子、元サッカー選手、フットサル選手（* 1979年）
- 2011年 - 下川原孝、陸上選手、センテナリアン（* 1906年）
- 2012年 - 松井正直、有機化学者、東京大学名誉教授（* 1917年）
- 2012年 - 浜かおる、女優（* 1947年）
- 2012年 - マイケル・ホサック、ドラマー（ドゥービー・ブラザーズ）（* 1946年）
- 2013年 - 北原亞以子、作家（* 1938年）
- 2013年 - 梅本洋一、映画批評家、編集者、横浜国立大学教授（* 1953年）
- 2013年 - クライヴ・バー、ドラマー、元アイアン・メイデン（* 1957年）
- 2014年 - 大西巨人、小説家、評論家（* 1916年）
- 2014年 - 資延敏雄、僧侶、金剛峯寺411世座主、元高野山真言宗管長（* 1922年）
- 2014年 - 細谷昭雄、政治家（* 1927年）
- 2014年 - 前田治郎、アナウンサー、ジャーナリスト（* 1928年）
- 2014年 - ヴェラ・ヒティロヴァ、映画監督（* 1929年）
- 2015年 - マイケル・グレイヴス、建築家（* 1934年）
- 2015年 - テリー・プラチェット、小説家（* 1948年）
- 2016年 - ロイド・シャープレー、経済学者、数学者、、ノーベル経済学賞受賞者（* 1923年）
- 2016年 - 黄霊芝、作家、彫刻家（* 1928年）
- 2016年 - 橋本綱夫[15]、実業家、元ソニー副会長、元ソニー生命保険会長（* 1932年）
- 2016年 - 毛利敏彦、歴史学者、大阪市立大学名誉教授（* 1932年）
- 2016年 - 高谷好一、生態学者、滋賀県立大学・京都大学名誉教授（* 1934年）
- 2016年 - 廣田正敏、フランス文学者、神戸大学名誉教授（* 1936年）
- 2017年 - 佐竹一雄、元プロ野球選手（* 1925年）
- 2017年 - ホルスト・エームケ、政治家、元連邦首相府長官（* 1927年）
- 2017年 - 狩野久宣、実業家、JFEエンジニアリング社長（* 1950年）
- 2018年 - イヴァン・デイヴィス、ピアニスト（* 1932年）
- 2018年 - ノーキー・エドワーズ、ギタリスト（元ザ・ベンチャーズ）（* 1935年）
- 2018年 - 白石啓太[16]、パーカッショニスト（* 1959年）
- 2018年 - ケン・フラック、テニス選手、ソウル五輪ダブルス金メダリスト（* 1963年）
- 2019年 - 大野正雄、作曲家（* 1931年）
- 2019年 - 相星雅子、小説家（* 1937年）
- 2019年 - 和田芳治[17]、地域振興活動家（* 1943年）
- 2020年 - 服部佳、脚本家、劇作家（* 1932年）
- 2020年 - ヴォルフガング・ホフマン、柔道家、1964年東京五輪銀メダリスト（* 1940年）
- 2020年 - トニー・マーシャル、映画監督、女優（* 1951年）
- 2021年 - 又吉スミ子[18]、実業家、三和交通会長（* 1936年）
- 2021年 - 牟田秀敏、政治家、元鳥栖市長（* 1941年）
- 2021年 - ロナルド・デフェオ・ジュニア、殺人犯（* 1951年）
- 2022年 - ペンティ・カルボネン、元陸上競技選手（* 1931年）
- 2022年 - 外口玉子、政治家、保健師、看護師、元社会福祉法人理事長（* 1937年）
- 2022年 - 松村雄策、音楽評論家（* 1951年）
- 2023年 - 北本正雄、政治家、元東京都北区長（* 1920年）
- 2023年 - カレル・カプラン、歴史学者（* 1928年）
- 2023年 - ドラゴスラヴ・ミハイロヴィッチ、作家（* 1930年）
- 2023年 - 李来柱、軍人、上将、元北京軍区司令官（* 1932年）
- 2023年 - ロベルト・バルボン、元プロ野球選手（* 1933年）
- 2023年 - 太田淳夫、政治家（* 1934年）
- 2023年 - ディック・フォスベリー、元陸上競技選手、1968年メキシコシティー五輪走高跳金メダリスト（* 1947年）
- 2023年 - 津山登志子、女優（* 1954年）
- 2023年 - クリス・クーパー、プロ野球選手（* 1978年）
- 2024年 - 大久保昭男、イタリア文学者、フランス文学者（* 1927年）
- 2024年 - 中村幸昭[19]、実業家、鳥羽水族館創設者・名誉館長（* 1928年）
- 2024年 - 富田重之[20]、実業家、炭焼きレストランさわやか創業者（* 1937年）
- 2024年 - 野村啓司、アナウンサー（* 1948年）
- 2024年 - 渡辺佳恵、ブランドプロデューサー、株式会社REBEAUTY代表（* 1969年）
- 2025年 - ブルース・グローヴァー、俳優（* 1932年）
- 2025年 - 稲垣隆史、俳優、声優（* 1937年）
- 2025年 - アレクサンドル・バラノフ、軍人、ロシア陸軍将軍（* 1946年）
- 2025年 - ミシェル・アリニョン、クラリネット奏者、音楽教育者（* 1948年）

## 記念日・年中行事
- 独立記念日（ モーリシャス）
1968年のこの日、モーリシャスがイギリスから独立した。
- 植樹節（中国語版）（ 中国・ 中華民国）
中国では、緑化面積の増加を推進を図るため、1915年に植樹デーが始まった。最初は毎年、清明節の日だったが、1928年から3月12日に改められた。そして新中国成立後の1979年、鄧小平の提案で毎年3月12日が植樹デーに定められた[21]。
- 世界反サイバー検閲デー（ 世界）
国境なき記者団とアムネスティ・インターナショナルが2009年に制定。
- 財布の日（ 日本）
3月12日の「312」が「さいふ」と読めることから。
- モスの日（ 日本）
モスフードサービスが制定。1972年のこの日、東武東上線成増駅前に初めてモスバーガーの実験店がオープンした。
- スイーツの日（ 日本）
サイバーエージェントの子会社であるスーパースイーツが2008年に制定。「ス(3)イ(1)ーツ(2)」の語呂合せ。
- だがしの日（ 日本）
岡山県瀬戸内市に事務局を置く「DAGASHIを世界用語にする会」が2015年に制定。日付の由来は、お菓子の神様とされる田道間守（たぢまもり）の命日が3月12日ということから[22]。
- 大里一宮神社 春季大祭 雪上農具市（ 日本）
新潟県南魚沼市大里の一宮神社で毎年この日に催されるのお祭り。初申の日の行っていた一宮神社の春祭りに集まる参拝者を相手に、農家道具や生活用品を売買したのが起源とされる。沿道には多くの出店が立ち並び、特に神社境内には昔からのお店が並ぶ[23]。
- お水取り（ 日本）
修二会は、奈良市の東大寺二月堂で行われる行事で、3月12日の夜、本尊に供える香水を汲み上げる行事があることから「お水取り」の名がある。また、練行衆が二月堂に上堂する際、足元を照らす大松明で先導されることから、「お松明」とも呼ばれる。二月堂の本尊、十一面観音菩薩の宝前において行う悔過法要として、天平勝宝4年（752年）にはじめられ、現在まで途切れることなく続けられている[24]。